# 石林西站
石林西站曾用名有石林板桥站、石林阿诗玛站，位于中华人民共和国云南省昆明市石林彝族自治县板桥街道矣马伴村，是南昆客运专线上的高铁站，由中国铁路昆明局集团昆明车务段管辖。石林西站到昆明南站的行车时间为24分钟，每天有数趟动车往返石林和昆明之间。石林西站也是列车自昆明南站始发后在昆明境内的唯一停靠站。
石林西站开通后的近期客流量为67万人，每天通行30对火车，上下行货运量2,603万吨；远期客流量为96万人，每天通行52对火车，上下行货运量3,129万吨，最高聚集客运人数为800人。

## 历史
2015年12月8日站房开始施工，由中铁建工集团建设。原名石林板桥站，后更名为石林阿诗玛站，开通前定名石林西站，2016年12月28日与南昆客专百色-昆明段同时启用。

## 车站结构
石林西站属于云桂铁路沿线的小型客运站，计划期总投资7,315万元。石林西站包含站房、2个站台、进站天桥等结构，站房外观设计融入石林本地特色元素，外墙采用取自石林本地的外挂石材装饰。石林西站外建有站前广场，包括了汽车客运站、综合服务楼、综合商业楼、旅游服务中心、广场等设施。

### 站场
| 站房 | 售票区   | 售票处                           |
| 站房 | 候车室   | 进站口、安检、便利店、餐厅       |
| 站房 | 候车室   | 候车区、检票口、进站通道         |
| 站房 | 出站口   | 出站闸机                         |
| 站台 | 侧式站台 | 侧式站台                         |
| 站台 | 1站台    | 南昆客运专线往南宁东方向（弥勒） |
| 站台 | 正线     | 南昆客运专线上行列车通过线       |
| 站台 | 正线     | 南昆客运专线下行列车通过线       |
| 站台 | 2站台    | 南昆客运专线往昆明南方向（阳宗） |
| 站台 | 侧式站台 |                                  |

## 车站周边
石林西站到石林县城的距离是10公里，到大叠水风景区7公里，到石林景区24公里，到长湖景区30公里。石林西站有66路公交车开往石林县城，99路公交车开往石林风景区。石林西站配套建设有全长4.611千米的大叠水旅游专线公路，为双向4车道的旅游专用道路，连接石林西站和大叠水风景区。

## 外部連結
- 中国铁路客户服务中心（页面存档备份，存于）